# Лена Михайлович
Лена Михайлович (англ. Lena Mihailovic, 10 серпня 1996) — австралійська ватерполістка. Бронзова медалістка Чемпіонату світу з водних видів спорту 2019 року.